# 泉村 (岡山県)
泉村（いずみそん）は、岡山県苫田郡にあった村。
現在の苫田郡鏡野町井坂、女原、至孝農、杉、西屋、箱、養野に当たる。

## 沿革
- 1889年6月1日 - 町村制施行に伴い、西西条郡井坂村、女原村、至孝農村、杉村、西屋村、箱村、養野村が合併し、泉村となる。大字女原に役場を置く。
- 1900年4月1日 - 西西条郡が西北条郡、東南条郡、東北条郡と合併し、苫田郡となる。
- 1955年3月31日 - 苫田郡久田村と合併、苫田村となる。

## 地名の読み方
- 井坂（いざか）
- 女原（おなばら）
- 至孝農（しこうの）
- 杉（すぎ）
- 西屋（にしや）
- 箱（はこ）
- 養野（ようの）

## 現在の様子

### 郵便番号
- 708-0421 苫田郡鏡野町井坂
- 708-0422 苫田郡鏡野町養野
- 708-0423 苫田郡鏡野町女原
- 708-0424 苫田郡鏡野町杉
- 708-0425 苫田郡鏡野町箱
- 708-0426 苫田郡鏡野町西屋
- 708-0427 苫田郡鏡野町至孝農

### 教育

#### 保育園
- 鏡野町立奥津保育園

#### 小学校
- 鏡野町立奥津小学校

#### 中学校
- 鏡野町立奥津中学校

### 交通

#### 鉄道
旧村内を走る鉄道及びその駅なし

#### 道路

##### 高速道路
旧村内を走る高速道路なし

##### 国道
- 国道179号

##### 県道
- 主要地方道
  - 岡山県道56号湯原奥津線
  - 岡山県道75号加茂奥津線
- 一般県道

旧村内を走る一般県道なし

### 河川・山岳

#### 河川
- 吉井川
- 養野川

### 名所・旧跡・観光スポット・祭事・催事

#### 旧跡
- 西浦城跡

### 寺院・神社

#### 寺院
- 上野寺
- 観音寺

#### 神社
- 泉神社
- 泉嵓（いずみいわ）神社